# 柳璟
柳璟（？—846年），字德輝，蒲州解縣人，唐朝官員。
祖父柳芳，官至右司郎中；父柳登，官至右散騎常侍；叔父柳冕。柳璟博學能文，為人寬厚，登寶曆元年（825年）乙巳科狀元，主考官是禮部侍郎楊嗣復。遷吏部員外郎，開成年間與柳公權同為翰林學士，柳公權稱大柳舍人，小柳舍人指柳璟。永泰二年（766年）柳芳撰《皇室永泰譜》二十卷，開成四年（839年）柳璟修《續皇室永泰譜》。
開成五年（840年）遷中書舍人，會昌元年（841年）轉禮部侍郎。會昌二年（842年）坐其子招賄，貶信州司馬，升郴州刺史，卒後追贈吏部侍郎。